# Palília
Palília (en llatí:Palilia o també Parīlia ) era una festivitat celebrada a Roma cada 21 d'abril en honor de Pales la deïtat tutelar dels pastors. Coincidia amb l'aniversari de la fundació de Roma per Ròmul, que segons la llegenda, també va tenir lloc un 21 d'abril. Per tant, la Palília era una diada de celebració doble.

## Origen i evolució
Segons Ovidi aquesta festa era anterior a la fundació de Roma, quan la població de la zona era majoritàriament rural i l'economia es basava en la ramaderia. Durant la monarquia l'agricultura va començar a tenir més importància i en la república el caràcter urbà començava a dominar per damunt del rural, de manera que la celebració va perdre protagonisme.
L'origen de la Palília és, fins i tot, anterior a la creació del cos de sacerdots, com així ho demostra el fet que els rituals els realitzessin els mateixos pastors.
En temps tardans el caràcter de festival de pastors es va oblidar i es va convertir en un festival només pel natalici de Roma. Calígula va disposar que la Palília se celebraria cada any per commemorar el dia que l'emperador havia pujat al tron. Ateneu de Naucratis diu que abans del seu temps el nom de la festa havia estat canviat a Romània o Romana. El canvi va venir sobretot a partir de la construcció, per ordre de l'emperador Hadrià, d'un temple dedicat a Roma i Venus conjuntament, l'any 121.

## Activitats
Els ritus començaven per una purificació pel foc i pel fum. Tan bon punt es feia de dia, cada pastor guarnia la seva cleda i després encenia una petita foguera amb palla, branquillons d'olivera, llorer i sofre. Els espetecs que se sentien durant aquesta crema eren considerats sons de bon astruc. Els pastors saltaven per damunt d'aquesta foguera carregant sobre l'espatlla alguna de les seves ovelles. Després es rentaven les mans i feien una oració a Pales, oració que repetien quatre cops, mirant cada vegada cap a un punt cardinal diferent. Amb aquesta oració es demanava disculpes al déu per si, sense intenció, s'havia comés alguna acció indeguda, com ara deixar abeurar els animals en una deu sagrada o entrar en una zona del bosc reservada als déus. Una part de les brases que en restaven es traslladaven juntament amb encens a un recipient per fumejar i purificar els estables o altres dependències per on anessin els seus animals. Finalment els pastors bevien la burranica, una combinació de llet i vi bullit. La cerimònia es donava per acabada quan el pastor saltava tres vegades per damunt de les brases.
A la ciutat s'hi van afegir algunes variacions. Els romans es rentaven les mans i bevien llet amb mel. Les vestals portaven les cendres del fetus procedent dels sacrificis de la Fordicídia i la sang dels sacrificis de la festa dels cavalls d'octubre (Equus October), tot junt era l'ofrena que es llançava a les flames d'un foc que s'encenia al temple de Pales. Igual com al camp, qui tenia un animal el portava per purificar-lo amb el fum d'aquest foc. Es cuinaven galetes i es portaven a beneir al temple juntament amb llet.
Georges Dumézil ha posat en dubte que la sang de l'ofrena procedís de l'Equus October, perquè no s'especifica en els textos més antics de quina víctima era aquest ingredient.